# Festival Internacional de Cinema de San Sebastián
O Festival Internacional de Cinema de San Sebastián (em castelhano: Festival Internacional de Cine de San Sebastián; em basco: Donostiako Nazioarteko Zinemaldia), comumente chamado de forma reduzida como Festival de San Sebastián, é um dos mais prestigiados e famosos festivais de cinema do mundo. Ele se enquadra na categoria máxima (A) acreditada pela Federação Internacional de Associações de Produtores Cinematográficos (FIAPF). O festival acontece todos os anos no mês de setembro, na cidade espanhola de San Sebastián. Sua primeira edição foi em 21 de setembro de 1953 e o grande premiado foi o filme "La guerra de Dios" de Rafael Gil.
O Festival de San Sebastián é o mais importante festival de cinema da Espanha, assim como um dos mais antigos da Europa. Ao longo da história, o festival foi cenário de acontecimentos de importância e interesse de dimensão internacional, como a estreia internacional de Vertigo e a estreia mundial de Intriga Internacional, ambos de Alfred Hitchcock. Em meio século de existência, o festival proporcionou o descobrimento de novos talentos do mundo do cinema. Por exemplo, foi o primeiro festival que participou Roman Polanski no início da sua carreira, além de ter impulsionado a carreira dos diretores Francis Ford Coppola e Pedro Almodóvar.
O principal prêmio do festival é a Concha de Oro, concedido ao melhor filme em competição na sessão oficial, são entregues também a Concha de Plata ao melhor diretor, ator, atriz, além do Prêmio do Júri para filmes nas categorias de melhor fotografia e roteiro. Também é entregue o prêmio Kutxa – Novos Diretores, voltado a obras cinematográficas que sejam os primeiros ou segundos trabalhos de seus diretores.

## História
Após ser concebido para sua primeira edição em 1953 como Semana Internacional de Cine, no ano de 1954 adquiriu a denominação de Festival Internacional de Cine, ao ser organizado pelo Sindicato Nacional de Espectáculos e o Ministerio de Información y Turismo, satisfeitos pelos resultados obtidos. Nesta segunda edição, o festival obteve da Federação Internacional de Associações de Produtores Cinematográficos (FIAPF) a categoria B (festival não competitivo), como recompensa aos esforços demonstrados pelo governo franquista para flexibilizar a censura e permitir certos privilégios fiscais aos filmes apresentados no certame.
Em 1955 o festival outorgou pela primeira vez a Concha de Plata como prêmio distintivo da competição — o filme vencedor foi Giorni d'amore, de Giussepe de Santis — primeiro prêmio concedido pelo festival a um filme estrangeiro.
Desde o ano de 1991, o festival é organizado por uma sociedade anônima com a denominação de Festival, cujos acionistas participam em partes iguais, são eles o Instituto de la Cinematografía y de las Artes Audiovisuales (Ministério da Cultura), o Governo Vasco, a Diputación Foral de Guipúzcoa e a Prefeitura de San Sebastián.
Em 2007, depois de várias edições que foram objeto de duras críticas, na 55ª edição, o festival estreou uma nova fórmula que combinava o cinema independente e de qualidade internacional, e muito especialmente o latino-americano, capaz de atrair mais público e de agradar os críticos, com uma maior presença de atores e diretores conhecidos pelos público. Embora esta fórmula tenha permitido o festival recuperar o apoio do governo local e incrementar sua repercussão midiática, a pressão de outros festivais, com financiamentos muito superiores ao de San Sebastián, projeta grandes dificuldades às que o festival terá que enfrentar nos próximos anos.

## Seções
O Festival de San Sebastián é constituído de diversas seções competitivas e não-competitivas.

### Seções competitivas
- Seção Oficial (Sección Oficial)
- Novos diretores (Nuevos directores)
- Pérolas (Perlas)
- Zabaltegi - Tabakalera
- Horizontes latinos
- Made in Spain
- Zinemira

### Seções não competitivas
- Retrospectivas
- Velódromo

## Premiações para melhor filme - Concha de Ouro
- 1953  "La Guerra de Dios", de Rafael Gil (Espanha)
- 1954  "Sierra Maldita", de Antonio del Amo (Espanha)
- 1955  "Giorni dAmore", de Giuseppe de Santis (Itália)
- 1956  "O Ferroviário"(Il Ferroviere), de Pietro Germi (Itália)
- 1957  "La Nonna Sabella", de Dino Risi (Itália)
- 1958  "Ewa chce spac", de Tadeusz Chmielewski (Polônia)
- 1959  "Uma Cruz à Beira do Abismo" (The nuns story), de Fred Zinnemann (EUA)
- 1960  "Romeo, Juliet a Tma", de Jiri Weiss (Tchecoslováquia)
- 1961  "A Face Oculta" (One-Eyed Jacks), de Marlon Brando (EUA)
- 1962  "Lisola di Arturo", de Damiano Damiani (Itália)
- 1963  "O Mafioso" (Mafioso), de Alberto Lattuada (Itália)
- 1964  "Terra de um Sonho Distante" (America, America), de Elia Kazan (EUA)
- 1965  "Miragem" (Mirage), de Edward Dmytryk (EUA) e  "Zlatá Reneta", de Otakar Vávra (Tchecoslováquia)
- 1966  "I Was Happy Here", de Desmond Davis (Inglaterra)
- 1967  "Two for the Road", de Stanley Donen (EUA)
- 1968  "The Long Days Dying", de Peter Collinson (Inglaterra)
- 1969  "Caminhos Mal Traçados" (The Rain People), de Francis Ford Coppola (EUA)
- 1970  "Ondata di Calore", de Nelo Risi (Itália)
- 1971  "O Joelho de Claire" (Le Genou de Claire), de Eric Rohmer (França)
- 1972  "O Sistema" (The Glass House), de Tom Gries (EUA)
- 1973  "O Espírito da Colméia" (El Espíritu de la Colmena), de Victor Erice (Espanha)
- 1974  "Terra de Ninguém" (Badlands), de Terrence Malick (EUA)
- 1975  "Furtivos", de José Luis Borau (Espanha)
- 1976  "Tabor ujodit v niebo", de Emil Lotianu (URSS)
- 1977  "Peça Inacabada para Piano Mecânico"(Mekhanicheskogo pianino), de Nikita Mijalkov (URSS)
- 1978  "Alambrista!", de Robert M. Young (EUA)
- 1979  "Ossenij marafon", de Gueorgui Danelia (URSS)
- 1980  "O Maestro"(Dyrygent), de Andrzej Wajda (Polonia)- Prêmio extraoficial
- 1981  "Crônica de um Amor Louco" (Storie di Ordinaria Follia), de Marco Ferreri (Italia)- Prêmio Extraoficial
- 1982  "Demonios en el Jardín", de Manuel Gutiérrez Aragón (Espanha)- Prêmio Extraoficial
- 1983  "Coup de Foudre", de Diane Kurys (França) - Prêmio Extraoficial
- 1984  "O Selvagem da Motocicleta"(Rumble Fish), de Francis Ford Coppola - Prêmio extraoficial
- 1985  "Yesterday", de Radoslaw Piwowarski (Polonia)
- 1986  "La Mitad del Cielo", de Manuel Gutiérrez Aragón (Espanha)
- 1987  "Núpcias Na Galiléia" (Noce en Galilée), de Michel Khleifi (Palestina/França/Bélgica)
- 1988  "On The Black Hill", de Andrew Grieve (Inglaterra)
- 1989  "Homer and Eddie", de Andrei Konchalovski (EUA) e "La Nación Clandestina", de Jorge Sanjinés (Bolivia)
- 1990  "Las Cartas de Alou", de Montxo Armendariz (Espanha)
- 1991  "Alas de Mariposa", de Juanma Bajo Ulloa (Espanha)
- 1992  "Un Lugar en el Mundo", de Adolfo Aristarain (Argentina)
- 1993  "Principio y Fin", de Arturo Ripstein (México) e "Sara", de Dariush Mehrjui (Irã)
- 1994  "Días Contados", de Imanol Uribe (Espanha)
- 1995  "Margaret's Museum", de Mort Ransen (Canadá/Inglaterra)
- 1996  "Bwana", de Imanol Uribe (Espanha) "Trojan Eddie", de Gillies Mackinnon (Irlanda)
- 1997  "Negócios à Parte"(Rien ne va plus), de Claude Chabrol (França)
- 1998  "El Viento se Llevo lo Que" de Alejandro Agresti (Argentina/Holanda/Espanha/França)
- 1999  "C'est Quoi la Vie?" de François Dupeyron (França)
- 2000  "La Perdición de los Hombres", de Arturo Ripstein (México/Espanha)
- 2001  "Taxi para tres", de Orlando Lübbert (Chile)
- 2002  "Los lunes al sol" de Fernando León de Aranoa (Espanha/França/Itália)
- 2003  "Schussangst" de Dito Tsintsadze (Alemanha)
- 2004  "Turtles Can Fly", de Bahman Ghobadi (Irã/Iraque)
- 2005  "Stesti", de Bohdan Sláma (República Tcheca/Alemanha)
- 2006  "Niwemang", de Bahman Ghobadi (Irã/Iraque/Austria/França) e "Mon Fils a Moi", de Martial Fougeron (França)
- 2007  "Mil Anos de Orações"(A Thousand Years of a Good Prayer), de Wayne Wang (EUA)
- 2008  "A Caixa de Pandora" (Pandoranin Kutusu), de Yesim Ustaoglu (Turquia/França/Alemanha/Belgica)
- 2009  "City of Life and Death" (Nanjing!Nanjing!), de Lu Chuan (China)
- 2010  "Neds", de Peter Mulan ( Inglaterra/França/Itália)
- 2011 "Los pasos dobles", de Isaki Lacuesta (Espanha/Suíça)
- 2012 "Dentro da Casa" (Dans la maison), de François Ozon (França)
- 2013 "Pelo malo", de Mariana Rondón (Venezuela)
- 2014 "Magical Girl" de Carlos Vermut (Espanha)
- 2015 "Sparrows" de Rúnar Rúnarsson (Islândia/Dinamarca)
- 2016 "I Am Not Madame Bovary" de Feng Xiaogang (China)
- 2017 "The Disaster Artist" de James Franco (EUA)
- 2018 "Entre dos Aguas" de Isaki Lacuesta (Espanha)
- 2019 "Pacificado" de Paxton Winters (Brasil)
- 2020 "Beginning" de Déa Kulumbegashvili (França/Georgia)